# Alta Trinitá beata
Alta Trinitá beata es el título de una composición musical italiana del siglo XV de autor anónimo. Perteneciente al género polifónico, fue publicada por primera vez en Londres por Burney en la General History of Music de 1782.
La obra es una breve lauda en lengua vernácula (italiana), escrita para cuatro voces y sin acompañamiento instrumental. Aunque a veces se ha catalogado como motete, lo cierto es que estructuralmente y en cuanto a melodía esta y otras laudas de finales del medievo y principios del Renacimiento presentan más cercanía a lo que en la época se conocía como cantus figuralis, o a lo que con posterioridad será el coral protestante.
El texto es una alabanza a la Santísima Trinidad. Aparece en forma rimada, en dos secciones que se repiten sucesivamente sin variaciones. La composición es muy popular debido a su sencillez y belleza. Aparece recogida en diversas fuentes contemporáneas, como el Laudario de Cortona. Se desconoce tanto a su autor como la procedencia del mismo; es posible que fuera de Florencia o Venecia, donde estas composiciones sacras, influidas por la lírica trovadoresca y por corrientes reformistas como la propugnada por el fraile Girolamo Savonarola, alcanzaron gran difusión.
En interpretaciones modernas de la composición se han añadido en ocasiones diversos instrumentos como acompañamiento a la voz humana, que no aparecen en ningún caso en la versión original.
La letra es la siguiente:

Alta Trinitá beata,
da noi sempre adorata,
Trinitá gloriosa
unitá maravigliosa.
Tu sei manna saporosa
e tutta desiderosa.

Alta y bienaventurada Trinidad,
adorada siempre por nosotros;
Trinidad gloriosa,
maravillosa unidad,
eres como el maná sabroso
y del todo apetecible.